# Torrente Valdiezza
Torrente Valdiezza este o arie protejată (arie specială de conservare — SAC, sit de importanță comunitară — SCI) din Italia întinsă pe o suprafață de 33 ha, integral pe uscat.

## Localizare
Centrul sitului Torrente Valdiezza este situat la coordonatele 45°33′25″N 11°26′43″E / 45.556921°N 11.445142°E.

## Înființare
Situl Torrente Valdiezza a fost declarat sit de importanță comunitară în septembrie 2006 pentru a proteja 1 specie de animale. Situl a fost protejat și ca arie specială de conservare în iulie 2018.

## Biodiversitate
Situată în ecoregiunea continentală, aria protejată conține 3 habitate naturale: Cursuri de apă de la nivel de câmpie la nivel montan, cu vegetație Ranunculion fluitantis și Callitricho-Batrachion, Pajiști cu Molinia pe soluri calcaroase, turboase sau argilos-nămoloase (Molinion caeruleae), Păduri aluvionare cu Alnus glutinosa și Fraxinus excelsior (Alno-Padion, Alnion incanae, Salicion albae).
La baza desemnării sitului se află o specie protejată de  pești: Lethenteron zanandreai